# Into the Great Wide Open (album)
Into the Great Wide Open  is het achtste studioalbum van de Amerikaanse rockband Tom Petty and the Heartbreakers. Het album werd op 2 juli 1991 uitgebracht. Vijf singles zijn van het album afkomstig. De twee bekendste daarvan zijn "Learning to Fly" en "Into the Great Wide Open".

## Achtergrond
Na het succes van Petty's debuutalbum als soloartiest uit 1989, Full Moon Fever, besloot hij om opnieuw samen te werken met producer Jeff Lynne (Electric Light Orchestra). Het album zou in eerste instantie een nieuw soloproject worden maar Petty zocht uiteindelijk toch nauwe samenwerking met The Heartbreakers. Petty kon zo de ervaring van de band combineren met het nieuwe geluid dat hij samen met Lynne gecreëerd had op Full Moon Fever.
Into the Great Wide Open werd over het algemeen goed ontvangen, al waren critici van mening dat het album qua stijl wel heel erg op Full Moon Fever leek.

## Tracklist
| Nr. | Titel                       | Duur |
| --- | --------------------------- | ---- |
| 1.  | "Learning to Fly"           | 4:02 |
| 2.  | "Kings Highway"             | 3:08 |
| 3.  | "Into the Great Wide Open"  | 3:43 |
| 4.  | "Two Gunslingers"           | 3:09 |
| 5.  | "The Dark of the Sun"       | 3:23 |
| 6.  | "All or Nothin'"            | 4:07 |
| 7.  | "All the Wrong Reasons"     | 3:46 |
| 8.  | "Too Good to Be True"       | 3:59 |
| 9.  | "Out in the Cold"           | 3:40 |
| 10. | "You and I Will Meet Again" | 3:42 |
| 11. | "Makin' Some Noise"         | 3:27 |
| 12. | "Built to Last"             | 4:00 |